# یواس‌اس کنوشا (ای‌کی-۱۹۰)
یواس‌اس کنوشا (ای‌کی-۱۹۰) (به انگلیسی: USS Kenosha (AK-190)) یک کشتی باری در کلاس آلاموسا بود که در مرحله پاکسازی جنگ جهانی دوم به نیروی دریایی ایالات متحده خدمت می‌کرد. وقتی دیگر نیازی به خدمت در سال ۱۹۴۶ نبود، او از کار برکنار شد و به کمیسیون دریایی ایالات متحده بازگشت و در آنجا در سال ۱۹۴۷ به پادشاهی نروژ فروخته شد.